# Crawfordville
Crawfordville és una població dels Estats Units a l'estat de Geòrgia. Segons el cens del 2000 tenia 572 habitants.

## Demografia
Segons el cens del 2000, Crawfordville tenia 572 habitants, 260 habitatges, i 163 famílies. La densitat de població era de 70,3 habitants per km².
Dels 260 habitatges en un 25% hi vivien nens de menys de 18 anys, en un 32,7% hi vivien parelles casades, en un 26,2% dones solteres, i en un 37,3% no eren unitats familiars. En el 35% dels habitatges hi vivien persones soles el 19,6% de les quals corresponia a persones de 65 anys o més que vivien soles. El nombre mitjà de persones vivint en cada habitatge era de 2,2 i el nombre mitjà de persones que vivien en cada família era de 2,82.
Per edats la població es repartia de la següent manera: un 23,1% tenia menys de 18 anys, un 7,5% entre 18 i 24, un 24,8% entre 25 i 44, un 23,1% de 45 a 60 i un 21,5% 65 anys o més.
L'edat mediana era de 42 anys. Per cada 100 dones de 18 o més anys hi havia 71,9 homes.
La renda mediana per habitatge era de 19.063 $ i la renda mediana per família de 22.386 $. Els homes tenien una renda mediana de 26.705 $ mentre que les dones 23.000 $. La renda per capita de la població era de 15.103 $. Entorn del 28,8% de les famílies i el 29% de la població estaven per davall del llindar de pobresa.

## Poblacions més properes
El següent diagrama mostra les poblacions més properes.